# Azotek litu
Azotek litu, Li
3N – nieorganiczny związek chemiczny litu i azotu. Łatwo ulega hydrolizie. Jest ceglastym ciałem stałym. Reaguje z wodą z wydzieleniem amoniaku i wodorotlenku litu:
Li
3N + 3H
2O → 3LiOH + NH
3

## Otrzymywanie
Jest otrzymywany poprzez reakcje litu z azotem. Reakcja może powoli zachodzić nawet w temperaturze pokojowej.
6Li + N
2 → 2Li
3N

## Właściwości
Azotek litu w warunkach pokojowych jest ceglastym proszkiem o gęstości równej 1,3 g/cm³ i temperaturze topnienia 845 °C.
Azotek litu jest przykładem bardzo mocnej zasady nieorganicznej. Może on zdeprotonować nawet wodór:
Li
3N + 2H
2 → LiNH
2 + 2LiH

## Zastosowanie
Azotek litu jest zdolny do wydajnej absorpcji wodoru (do 11% wag.). Ponieważ proces ten jest odwracalny (w temperaturze 270 °C), rozważa się wykorzystanie azotku litu jako substancji magazynującej wodór.